# SAS Band
SAS Band (Spike's All Stars) – brytyjska supergrupa, działająca nieregularnie od 1994 r. pod przewodnictwem Spike’a Edneya.

## Skład
- Leo Sayer
- Suggs
- The Sugababes
- Arthur Brown
- Martine McCutcheon
- Paloma Faith
- Kiki Dee
- Carmelo Luggeri
- Carl Barat
- Mark King
- Paul Rodgers
- Roger Daltrey
- Tony Vincent
- Midge Ure
- Melanie C
- Fish
- Jack Bruce
- Lulu
- Bruce Dickinson
- Toyah Willcox
- Jamelia
- Jeff Scot Soto
- Jeff Beck
- Roy Wood
- Bob Geldof
- The Soweto Gospel Choir
- Paul Young
- Lionel Richie
- Coco Sumner
- Tommy Blaize
- Micca Paris
- Tony Hadley
- Brian May
- Graham Gouldman
- Patti Russo
- Madeline Bell
- Chris Thompson
- Chakka Khan
- Fabba Girls
- Roger Taylor

## Albumy[1]
- SAS Band, Bridge Recordings, 1997
- The Show, Andrew Brel Music, 2000